# 蒂恰水庫
43°2′37″N 26°45′4″E / 43.04361°N 26.75111°E

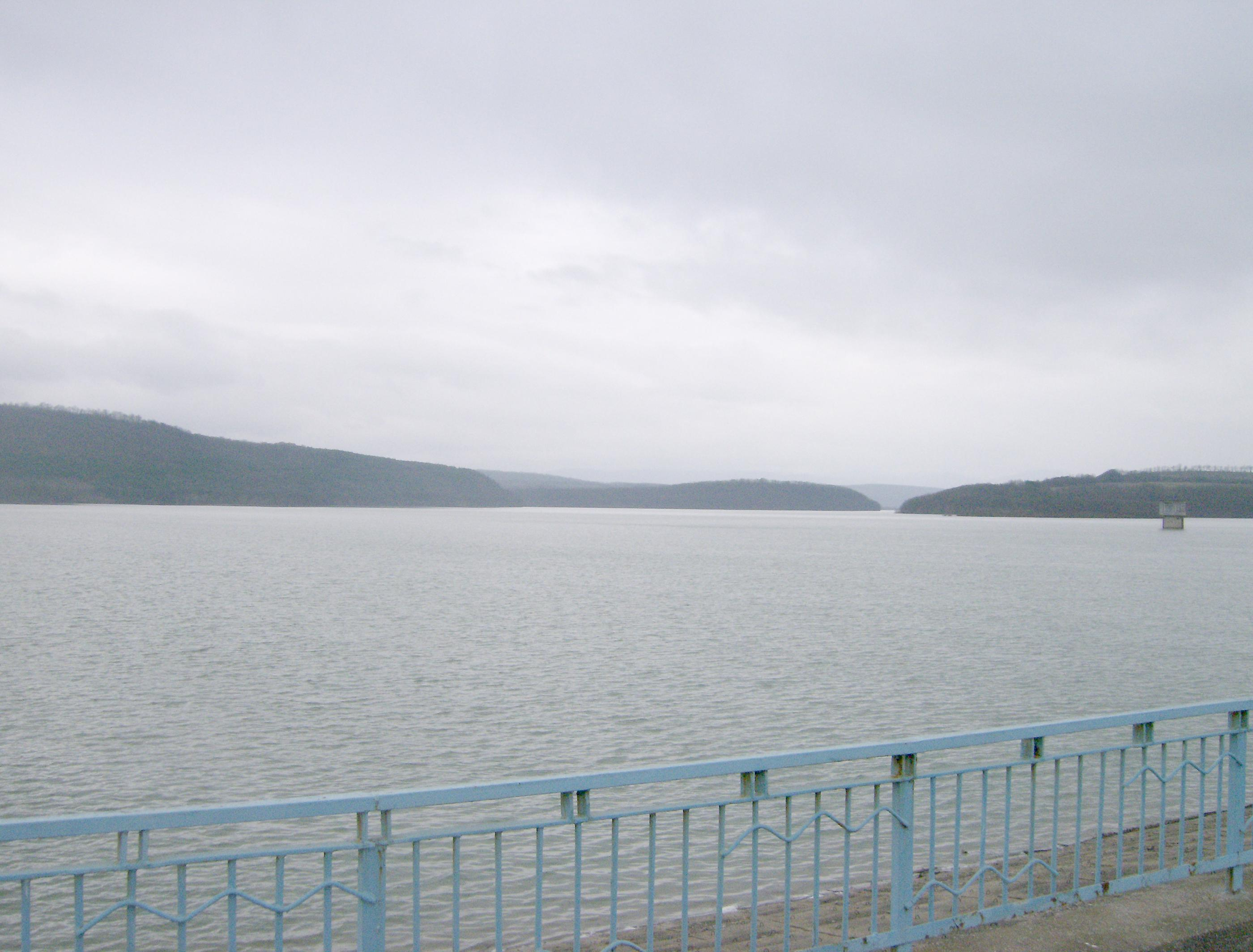

蒂恰水庫是保加利亞的水庫，位於該國東北部，由舒門州負責管轄，長14公里、寬1公里，面積18.7平方公里，海拔高度185米，蓄水量3.1億立方米，最大水深40米。